# Rudolf Bażanowski

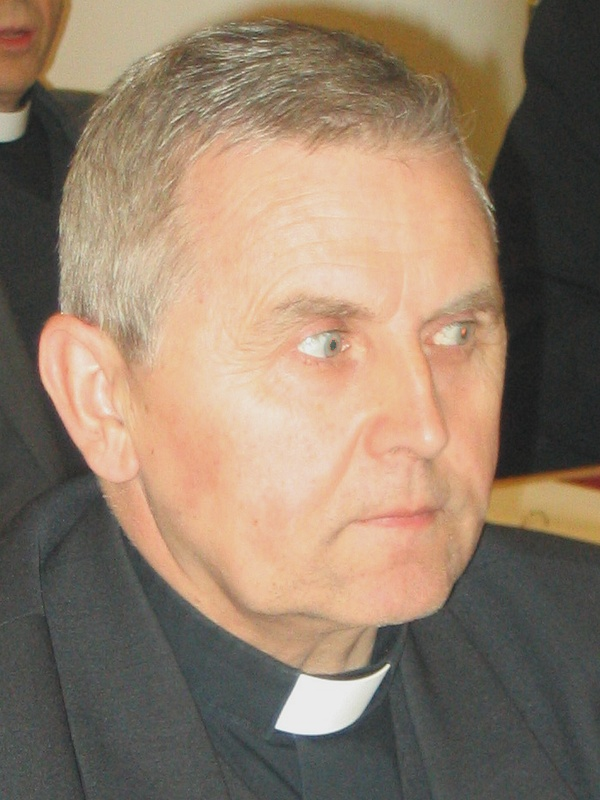
Rudolf Bażanowski, 2007

Rudolf Bażanowski (* 6. Februar 1953 in Kiczyce, Polen) ist ein lutherischer Theologe und war von 1992 bis 2018 Bischof der Diözese Masuren der Evangelisch-Augsburgischen Kirche in Polen.
Rudolf Bażanowski begann am 19. November 1978 mit dem Dienst eines Seelsorge-Vikars an der Johanneskirche in Kętrzyn (Rastenburg), wo er im Jahr 1984 Pfarrer wurde.
Im März 1992 übernahm er zusätzlich das Amt des Bischofs der  Diözese Masuren der Evangelisch-Augsburgischen Kirche in Polen, das er bis 2018 innehatte. Im Jahr 1997 wechselte er nach Olsztyn (Allenstein), dem Amtssitz der Diözese Masuren, zur Übernahme des dortigen Pfarramtes.
Sein Nachfolger im Bischofsamt wurde Paweł Hause.